# 피트르
피트르(산스크리트어: पितृ)는 힌두교에서 말하는 죽은 조상들의 영혼이다. 한 개인의 죽음에 이어, 안티예스티(장례식)의 수행은 고인들이 조상들의 거처인 피트르로카에 들어갈 수 있도록 하는 것으로 간주된다. 이러한 의식들의 미수행은 조상들이 성불하지 못하고 아귀로서 지상을 떠도는 운명을 초래한다고 여겨진다.
아마바시야(신월일), 그리고 힌두교의 아슈빈 달 동안의 피트루 팍샤의 행사는 피트르들의 숭배를 위해 권장된다.

## 같이 보기
- 마네스
- 아귀 (신화)
- 스랏다